# Genoa Cricket and Football Club 1959-1960
Questa voce raccoglie le informazioni riguardanti il Genoa Cricket and Football Club nelle competizioni ufficiali della stagione 1959-1960.

## Stagione
Nella stagione 1959-1960 il Genoa disputa il campionato di Serie A, un torneo a 18 squadre che laurea campione d'Italia la Juventus con 55 punti in classifica, al suo undicesimo titolo, al secondo posto come la scorsa stagione, la Fiorentina con 47 punti. Il Genoa con 18 punti arriva ultimo e retrocede in Serie B con l'Alessandria che ottiene 25 punti ed il Palermo con 27 punti.
Quattro sole vittorie, dieci pareggi e ben venti sconfitte, di cui otto subite in casa, l'esiguo numero di ventun reti segnate in trentaquattro partite di campionato, sono i numeri eloquenti di una delle peggiori stagioni nella storia genoana. Anche in Coppa Italia eliminazione agli Ottavi di finale, di fatto alla prima partita giocata dai rossoblù in questo trofeo essendo squadra della massima serie, contro una squadra di Serie B l'Atalanta, con il punteggio di (2-0). Inoltre il club rossoblù a causa di una accusa di tentativo di corruzione di alcuni giocatori dell'Atalanta, vedi il Caso Cappello, fu condannata con ventotto punti di penalità che furono scontati tra questa stagione e la successiva, di fatto ne sconterà sette nel prossimo campionato 1960-61 in Serie B.

## Divise
La maglia per le partite casalinghe presentava i colori rossoblu.

## Organigramma societario
Area direttiva
- Presidente: Fausto Gadolla

Area tecnica
- Allenatore: Gipo Poggi,[3] Jesse Carver,[4] Annibale Frossi[5]
- Direttore Tecnico: Antonio Busini[3]

## Rosa
| N. |                   | Ruolo | Calciatore         |
| -- | ----------------- | ----- | ------------------ |
|    | Italia (bandiera) | P     | Lorenzo Buffon     |
|    | Italia (bandiera) | P     | Alfredo Franci     |
|    | Italia (bandiera) | P     | Lorenzo Piccoli    |
|    | Italia (bandiera) | D     | Giancarlo Bagnasco |
|    | Italia (bandiera) | D     | Bruno Baveni       |
|    | Italia (bandiera) | D     | Fosco Becattini    |
|    | Italia (bandiera) | D     | Eros Beraldo       |
|    | Italia (bandiera) | D     | Maurizio Bruno     |
|    | Italia (bandiera) | D     | Giuseppe Corradi   |
|    | Italia (bandiera) | D     | Dalmazio Cuttica   |
|    | Italia (bandiera) | D     | Luciano Piquè      |
|    | Italia (bandiera) | D     | Franco Rivara      |
|    | Italia (bandiera) | C     | Rino Carlini       |
|    | Italia (bandiera) | C     | Leonello Leoni     |
|    | Italia (bandiera) | C     | Elio Letari        |

| N. |                      | Ruolo | Calciatore            |
| -- | -------------------- | ----- | --------------------- |
|    | Italia (bandiera)    | C     | Ardico Magnini        |
|    | Italia (bandiera)    | C     | Mario Pantaleoni      |
|    | Italia (bandiera)    | C     | Giancarlo Pistorello  |
|    | Italia (bandiera)    | C     | Renzo Rivara          |
|    | Italia (bandiera)    | C     | Luigi Robotti         |
|    | Italia (bandiera)    | C     | Renzo Selmo           |
|    | Uruguay (bandiera)   | A     | Julio Abbadie         |
|    | Italia (bandiera)    | A     | Paolo Barison         |
|    | Italia (bandiera)    | A     | Francesco Brancaleoni |
|    | Italia (bandiera)    | A     | Mario Bresolin        |
|    | Argentina (bandiera) | A     | Salvador Calvanese    |
|    | Italia (bandiera)    | A     | Giorgio Dal Monte     |
|    | Italia (bandiera)    | A     | Amleto Frignani       |
|    | Italia (bandiera)    | A     | Giorgio Mognon        |

## Risultati

### Serie A

#### Girone di andata
| Arbitro: | Rigato (Mestre) |

|             |           |  |
| Pestrin 68’ | Marcatori |  |

| Arbitro: | Moriconi (Roma) |

|  |           |                           |
|  | Marcatori | 43’ Campana 85’ Pivatelli |

| Arbitro: | De Marchi (Pordenone) |

|  |           |             |
|  | Marcatori | 75’ Barison |

| Arbitro: | Bonetto (Torino) |

|                 |           |  |
| De Robertis 49’ | Marcatori |  |

| Arbitro: | Marchese (Napoli) |

|  |           |                           |
|  | Marcatori | 55’ Schiaffino 64’ Danova |

| Arbitro: | Adami (Roma) |

|  |           |                            |
|  | Marcatori | 29’ Bonafin 82’ Cappellaro |

| Arbitro: | Ferrari (Milano) |

|                       |           |                  |
| Bettini 18’ Milan 24’ | Marcatori | 50’, 62’ Barison |

| Arbitro: | Marchese (Napoli) |

|             |           |                     |
| Abbadie 56’ | Marcatori | 14’ Mora 72’ Ocwirk |

| Arbitro: | Genel (Trieste) |

|                        |           |  |
| Colombo 75’ Nicolè 80’ | Marcatori |  |

| Arbitro: | Angelini (Firenze) |

|               |           |             |
| Dal Monte 76’ | Marcatori | 57’ Maschio |

| Arbitro: | Grignani (Milano) |

|                    |           |              |
| Brighenti 10’, 36’ | Marcatori | 48’ Bresolin |

| Arbitro: | Famulari (Messina) |

|             |           |  |
| Abbadie 76’ | Marcatori |  |

| Arbitro: | Annoscia (Bari) |

|                              |           |  |
| Invernizzi 65’ Angelillo 80’ | Marcatori |  |

| Arbitro: | Marchese (Napoli) |

|  |           |            |
|  | Marcatori | 85’ Massei |

| Roma 17 gennaio 1960 15ª giornata | Lazio            | 0 – 0 | Genoa | Stadio Olimpico\| Arbitro: \| Bonetto (Torino) \| |
| Arbitro:                          | Bonetto (Torino) |       |       |                                                   |

| Arbitro: | Rigato (Mestre) |

|              |           |              |
| Vernazza 35’ | Marcatori | 83’ Bresolin |

| Genova 31 gennaio 1960 17ª giornata | Genoa                 | 0 – 0 | Fiorentina | Stadio Luigi Ferraris\| Arbitro: \| De Marchi (Pordenone) \| |
| Arbitro:                            | De Marchi (Pordenone) |       |            |                                                              |

#### Girone di ritorno
| Arbitro: | Rigato (Mestre) |

|           |           |  |
| Leoni 57’ | Marcatori |  |

| Arbitro: | Liverani (Torino) |

|                             |           |           |
| Pascutti 42’, 66’ Renna 80’ | Marcatori | 87’ Leoni |

| Genova 21 febbraio 1960 20ª giornata | Genoa             | 0 – 0 | Napoli | Stadio Luigi Ferraris\| Arbitro: \| Grignani (Milano) \| |
| Arbitro:                             | Grignani (Milano) |       |        |                                                          |

| Arbitro: | Jonni (Macerata) |

|             |           |  |
| Barison 32’ | Marcatori |  |

| Arbitro: | Orlandini (Roma) |

|                       |           |                   |
| Bean 14’ Altafini 29’ | Marcatori | 73’ Luciano Piquè |

| Arbitro: | Bonetto (Torino) |

|                |           |  |
| Cappellaro 71’ | Marcatori |  |

| Genova 27 marzo 1960 24ª giornata | Genoa            | 0 – 0 | Udinese | Stadio Luigi Ferraris\| Arbitro: \| Rebuffo (Milano) \| |
| Arbitro:                          | Rebuffo (Milano) |       |         |                                                         |

| Arbitro: | Righi (Milano) |

|                            |           |  |
| Mora 64’ Skoglund 72’, 90’ | Marcatori |  |

| Arbitro: | Jonni (Macerata) |

|                         |           |                                                           |
| Abbadie 19’ Barison 78’ | Marcatori | 41’ Sivori 49’ Boniperti 53’, 67’ Charles 81’, 87’ Nicolè |

| Arbitro: | De Marchi (Pordenone) |

|                                 |           |             |
| Marchesi 44’ (rig.) Longoni 54’ | Marcatori | 20’ Barison |

| Genova 24 aprile 1960 28ª giornata | Genoa              | 0 – 0 | Padova | Stadio Luigi Ferraris\| Arbitro: \| Campanati (Milano) \| |
| Arbitro:                           | Campanati (Milano) |       |        |                                                           |

| Arbitro: | Righi (Milano) |

|                          |           |             |
| Maccacaro 50’ Rivera 60’ | Marcatori | 63’ Robotti |

| Arbitro: | Bonetto (Torino) |

|                      |           |                                   |
| Dal Monte 82’ (rig.) | Marcatori | 4’ Lindskog 30’ Bicicli 81’ Corso |

| Ferrara 15 maggio 1960 31ª giornata | SPAL                         | 0 – 0 | Genoa | Stadio Comunale\| Arbitro: \| De Robbio (Torre Annunziata) \| |
| Arbitro:                            | De Robbio (Torre Annunziata) |       |       |                                                               |

| Arbitro: | Rebuffo (Milano) |

|                             |           |                                                    |
| Piquè 43’ Molino 66’ (aut.) | Marcatori | 53’ Franzini 55’, 88’ Rozzoni 83’ (rig.) Carradori |

| Arbitro: | Rigato (Mestre) |

|             |           |             |
| Robotti 37’ | Marcatori | 57’ Greatti |

| Arbitro: | Francescon (Padova) |

|                        |           |  |
| Hamrin 58’, 79’ (rig.) | Marcatori |  |

### Coppa Italia
| Arbitro: | Righetti (Torino) |

|                 |           |  |
| Maschio 6’, 43’ | Marcatori |  |

## Statistiche

### Statistiche di squadra
| Competizione | Punti | In casa | In casa | In casa | In casa | In casa | In casa | In trasferta | In trasferta | In trasferta | In trasferta | In trasferta | In trasferta | Totale | Totale | Totale | Totale | Totale | Totale | DR  |
| Competizione | Punti | G       | V       | N       | P       | Gf      | Gs      | G            | V            | N            | P            | Gf           | Gs           | G      | V      | N      | P      | Gf     | Gs     | DR  |
| ------------ | ----- | ------- | ------- | ------- | ------- | ------- | ------- | ------------ | ------------ | ------------ | ------------ | ------------ | ------------ | ------ | ------ | ------ | ------ | ------ | ------ | --- |
| Serie A      | 18    | 17      | 3       | 6       | 8       | 11      | 24      | 17           | 1            | 4            | 12           | 10           | 26           | 34     | 4      | 10     | 20     | 21     | 50     | -29 |
| Coppa Italia |       | -       | -       | -       | -       | -       | -       | 1            | 0            | 0            | 1            | 0            | 2            | 1      | 0      | 0      | 1      | 0      | 2      | -2  |
| Totale       |       | 17      | 3       | 6       | 8       | 11      | 24      | 18           | 1            | 4            | 13           | 10           | 28           | 35     | 4      | 10     | 21     | 21     | 52     | -31 |

### Statistiche dei giocatori
| Giocatore      | Serie A  | Serie A | Coppa Italia | Coppa Italia | Totale   | Totale |
| Giocatore      | Presenze | Reti    | Presenze     | Reti         | Presenze | Reti   |
| -------------- | -------- | ------- | ------------ | ------------ | -------- | ------ |
| J. Abbadie     | 20       | 3       | -            | -            | 20       | 3      |
| P. Barison     | 23       | 5       | -            | -            | 23       | 5      |
| B. Baveni      | 1        | 0       | -            | -            | 1        | 0      |
| F. Becattini   | 14       | 0       | -            | -            | 14       | 0      |
| E. Beraldo     | 30       | 0       | 1            | 0            | 31       | 0      |
| F. Brancaleoni | 1        | 0       | -            | -            | 1        | 0      |
| M. Bresolin    | 14       | 2       | -            | -            | 14       | 2      |
| M. Bruno       | 3        | 0       | -            | -            | 3        | 0      |
| L. Buffon      | 20       | -26     | -            | -            | 20       | -26    |
| S. Calvanese   | 15       | 0       | 1            | 0            | 16       | 0      |
| R. Carlini     | 31       | 0       | 1            | 0            | 32       | 0      |
| G. Corradi     | 31       | 0       | 1            | 0            | 32       | 0      |
| D. Cuttica     | 4        | 0       | -            | -            | 4        | 0      |
| G. Dal Monte   | 10       | 2       | -            | -            | 10       | 2      |
| A. Frignani    | 23       | 0       | 1            | 0            | 24       | 0      |
| L. Leoni       | 20       | 2       | 1            | 0            | 21       | 2      |
| E. Letari      | 3        | 0       | 1            | 0            | 4        | 0      |
| A. Magnini     | 1        | 0       | -            | -            | 1        | 0      |
| G. Mognon      | 1        | 0       | -            | -            | 1        | 0      |
| M. Pantaleoni  | 34       | 0       | 1            | 0            | 35       | 0      |
| L. Piccoli     | 14       | -24     | 1            | -2           | 15       | -26    |
| L. Piquè       | 34       | 2       | 1            | 0            | 35       | 2      |
| G. Pistorello  | 16       | 0       | -            | -            | 16       | 0      |
| F. Rivara      | 7        | 0       | -            | -            | 7        | 0      |
| L. Robotti     | 4        | 2       | -            | -            | 4        | 2      |
| R. Selmo       | -        | -       | 1            | 0            | 1        | 0      |